# アニメ天国
『アニメ天国』（アニメてんごく）は、2004年4月から2010年3月まで放送していたアニメ系情報番組。通称は「アニてん」。

## 概要
主にアニメや声優の情報番組で、2004年4月よりテレ玉などの4局で放送を開始し、放送局は何度か増減しながらも2007年9月までにはのべ8局（うち2局はインターネットサイト）にまで拡大したが、2007年10月からはキッズステーションのみの放送となった。その後、2009年10月からはインターネットラジオサイト・HiBiKi Radio Stationでも配信されていた。
キッズステーションでの放送期間中は他にもラムズ製作によるアニメの情報番組が2本放送されていたが（具体的には後述）、当番組は番組の製作のみならず、著作権もラムズが所有していた（キッズステーションは「製作協力」の扱い）。これは、元々キッズステーション以外の局で長年放送されてきたことや、それまで製作に参加する放送局がなかったためである。また、番組内のCMは全てスポンサーのもの（PT扱い）で、他の番組のようにキッズステーションの番組宣伝CMが挿入されることもなかった。
2010年3月でキッズステーションの放送が終了となり、4月より地上波へ放送局を移動して超!アニメ天国にリニューアルされた。
たびたびリニューアルを行っており、以下に大別される。

### 第1期
ベストフィールドの企画、ラムズの映像制作で放送開始。「アニてん荘」という架空のアパートを舞台とした管理人さん（高橋直純）と下宿人（野川さくら、水野愛日、植田佳奈）のミニコントが主体で、その間にアニメに関する情報を伝えるコーナー構成だった。中には、アニメイトとタイアップした通販コーナーもあった。2005年9月までの1年半は以上の体制で放送された。

### 第2期
高橋と野川が司会進行を務め、ゲストを招いてトークをするという現在の形に変更され、2006年11月にはスタジオセットや番組ロゴが大幅にリニューアルした。
スポンサー面では、放送開始から提供していたコロムビアミュージックが撤退し、それと同時に同社の影響力が強いコーナー「特撮天国」が終了した。同社の撤退などにより、ゲストやコーナーは当時のその他のスポンサーに関連するものに絞られた。「情報番組」と銘打っていながらもアニメや声優に関する情報はほとんど紹介されなくなり、この状態は2007年9月までの2年間にわたって続いた。

### 第3期
2007年10月には、高橋に代わって桃井はるこが司会に就いた（野川はそのまま続投）。これと同時にベストフィールドが企画から撤退して制作体制が縮小し、この時期にラムズが制作していた『Dream Factory』を取り込む形でコーナーを刷新した（主に『Dream Factory』で放送されていた新人声優のオーディション企画など。結局は該当者なしで終了）。
なお、制作体制の縮小はネット局の削減にもつながり、当時のネット局5局（ネット配信の2局を含む）では全て打ち切りとなり、『Dream Factory』を放送していたキッズステーションに移行した。また、2008年4月からはCS放送局での週当たりの放送回数も4回から2回に減っている（2009年10月からは3回）。
スポンサー面では、エイベックス（avex entertainment）とインデックスミュージックが新たに出資している（いずれも今期のみ）。
ちなみに、当番組の幹事局で黎明期からもっとも長くネットしていたテレ玉では、引き続き同じ放送枠でベストフィールドが企画するアニメ系情報番組『アニたま』を放送している。

### 第4期
2008年9月には、桃井に代わって志倉千代丸が司会に加わった（野川は今期も継続して出演している）。コーナーなどは第3期から全て据え置きである。
スポンサー面では、前述のエイベックスとインデックスミュージックに代わって5pb.が制作協力として参加している。
2009年10月からは、新たにインターネットラジオサイト・HiBiKi Radio Stationでも配信が開始され、インターネットの接続環境があれば無料で視聴できるようになった。

## 放送された主なコーナー

### 第1期
アニてん荘 特集コーナー（- 2005年9月）
出演 - 高橋直純、野川さくら、水野愛日、植田佳奈
アニメイト通販（- 2004年9月）
出演 - 関智一
エンタメX（- 2004年9月）
出演 - 加藤奈々絵
ANI10NEWS・特撮天国（- 2005年9月）
出演 - 井ノ上奈々、斉藤圭
mobanimation（2004年10月 - 2005年3月）
ミニアニメ『ウィッチ ヴィレッジ ストーリー』や『Legend of DUO』を放送。
Dramagix（2005年4月 - 2005年9月）
ラムズが展開する実写ドラマレーベル。1作品を約5分ごとに分割して放送。

### 第2期
特集コーナー（2005年10月 - 2007年9月）
出演 - 高橋直純、野川さくら
主にゲストを招いてインタビューを行う。ゲストがスタジオに来られない場合は、村井真里や吉田沙織が出張してレポーターを務めた。
2006年11月から2007年4月までの間、ゲストは最初に番組のタイトルコールを担当していた（独自のポーズつき）。
クローバーのお休み前の1本（2005年10月 - 2006年10月）
検索エンジンのexciteと提携している「ExA-TV」のコーナーを放送し、アニメに関する最新情報を紹介する。ExA-TVの放送終了後は、Flashクリエイターの発掘計画としてリニューアルした。
出演 - クローバー（井ノ上奈々、宮崎羽衣、斎藤桃子、庄子裕衣）
ANI10NEWS→アニてんニュース（2005年10月 - 2007年9月）
出演 - 酒井香奈子（-2006年10月）
2006年11月よりナビゲーターを廃止してナレーションのみで進行。
特撮天国（2005年10月 - 2006年12月）
出演 - サイキックラバー
DSE〜DRAMAGIX SEIYU ENERGY（2005年10月 - 2006年12月）
第1期で放送されていた『Dramagix』の後継企画。
NAO×NAO FASHION ROOM（2006年3月 - 2006年11月）
ゴスロリファッションのブランド「h.NAOTO」の商品を紹介。
出演 - 高橋直純、野川さくら、廣岡直人
高橋は2006年6月から7月と11月にかけてはスケジュールの都合で出演できず、代わりに酒井香奈子が出演した。
HANOKA〜葉ノ香〜（2006年11月 - 2007年1月）
日本初の本格フラッシュテレビアニメシリーズ（ミニアニメ）。『アニメぱらだいす!』内で先に放送されている。
HANGRY&ANGRY闇黒☆劇場（2006年12月 - 2007年9月）
出演 - 酒井香奈子、ガシコン
「NAO×NAO FASHION ROOM」の後継企画。
テレ玉の放送では、イラストレーターのガシコンが描いたHANGRY&ANGRYのイラストが放送上不適切と判断されたためか、ボカシを入れられたことがある。
アニてんsuppliment
声優を特集した雑誌・hm3 SPECIALとの連動企画。同誌の休刊により途中で打ち切られている。
その他
第2期の最終回（当時の全ネット局で打ち切りとなる回）では総集編が中心となった。

### 第3期
インタビューコーナー
アニソン歌手を1人ゲストに招き（もしくは1組。声優として活躍している者の場合もある）、制作にまつわる裏話などのトークを繰り広げる。前述したように関係の深い『アニメぱらだいす!』と似たような構成だが、同番組では特定のアニメ作品を取り上げてインタビューを進めるという違いがある。
Dream Factory The Debut
ラムズとエイベックスによる、一般応募での声優オーディション。合格者には声優や歌手としてデビューをするチャンスが与えられることになっていたが、該当者が選ばれずに終了となった。司会の一人であった桃井がプロデュースしており、業界でも期待も大きかったが、桃井本人が審査に参加しないなど、内部でトラブルがあったと思われる（当初は参加する意を表していた）。

### 第4期
インタビューコーナー
前期より継続となるが、5pbに関係するゲストが多く見られた。
アフィリア・サーガ・イースト
桃井はるこ、志倉千代丸プロデュースによるアイドルユニットの裏側に密着した。

## 放送局と日時
2007年10月～2010年3月
| 放送地域 | 放送局               | 放送期間               | 放送日時                                                                   | 備考                                                                            |
| -------- | -------------------- | ---------------------- | -------------------------------------------------------------------------- | ------------------------------------------------------------------------------- |
| 日本全国 | キッズステーション   | 2007年10月 - 2010年3月 | 水曜 24時00分 - 24時30分 水曜 28時00分 - 28時30分 日曜 26時00分 - 26時30分 | 製作協力局。CS放送局。水曜 24時00分からの放送が初回。2009年10月からの放送日時。 |
| 日本全国 | HiBiKi Radio Station | 2009年10月 - 2010年3月 | 毎週水曜 更新                                                              | インターネットラジオサイト。                                                    |

2004年4月 - 2007年9月
| 放送地域 | 放送局        | 放送期間               | 放送日時                    | 備考                                               |
| -------- | ------------- | ---------------------- | --------------------------- | -------------------------------------------------- |
| 埼玉県   | テレ玉        | 2004年4月 - 2007年9月  | 水曜 23時30分 - 24時00分    | 幹事局。全ネット局の中でもっとも長く放送していた。 |
| 日本全国 | MONDO21       | 2004年4月 - 9月        | 土曜 21時00分 - 21時30分 他 | CS放送局。3日遅れ。リピート放送あり。              |
| 千葉県   | チバテレビ    | 2004年4月 - 2005年3月  | 土曜 25時35分 - 26時05分    | 3日遅れ。                                          |
| 三重県   | MTV三重テレビ | 2004年4月 - 2005年3月  | 火曜 24時30分 - 25時00分    | 6日遅れ。                                          |
| 日本全国 | AT-X          | 2004年10月 - 2007年4月 | 木曜 11時30分 - 12時00分 他 | CS放送局。1日遅れ。リピート放送あり。              |
| 日本全国 | AT-X          | 2007年4月 - 2007年9月  | 金曜 16時30分 - 17時00分 他 | CS放送局。2日遅れ。リピート放送あり。              |
| 神奈川県 | tvk           | 2005年4月 - 2007年9月  | 土曜 26時00分 - 26時30分    | 3日遅れ。                                          |
| 日本全国 | Yahoo!動画    | 2006年8月 - 2007年12月 | 毎週火曜 更新               | 2ヶ月遅れ。                                        |
| 日本全国 | ミランカ      | 2006年10月 - 2007年7月 | -                           | 2週遅れ。                                          |

三重テレビの放送では番組内で紹介したアニメで同局での放送がない番組については三重テレビでは放送予定がない旨断りのテロップが追加されていた（三重以外の東海3県の他局では放送されていた番組も同様の扱い）。